# جو (فیلم ۱۹۷۰)
جو (به انگلیسی: Joe) یک فیلم سینمایی آمریکایی در ژانر درام محصول سال ۱۹۷۰ میلادی که توسط کمپانی شرکت گروه کانن توزیع شده فیلم توسط جان جی. آویلدسن کارگردانی شده‌است.

## بازیگران
- دنیس پاتریک درنقش بیل کامپتون
- آدری کایر درنقش جوآن کامپتون
- سوزان ساراندون درنقش ملیسا کامپتون
- پیتر بویل درنقش جو کوران
- کی کالان درنقش مری لو کوران